# Női 400 méteres vegyesúszás a 2015. évi nyári európai ifjúsági olimpiai fesztiválon
A 2015. évi nyári európai ifjúsági olimpiai fesztiválon az úszás női 400 méteres vegyesúszás versenyeit július 27-én rendezték, Tbilisziben.

## Rekordok
A versenyt megelőzően a következő rekordok voltak érvényben:
| EYOF rekord | Yana Tolkacheva (Oroszország) | 4:47,36 | Murcia, Spanyolország | 2001 |

## Előfutamok
Az összesített eredmények alapján a legjobb időeredménnyel rendelkező 8 úszó jutott a döntőbe. A döntőben egy nemzet csak egy versenyzővel képviseltethette magát.
| H  | Név                    | Nemzet             | E       | Mj |
| -- | ---------------------- | ------------------ | ------- | -- |
| 1  | Maria Claudia Gadea    | Románia            | 4:57.22 | Q  |
| 2  | Rebecca Mia Sutton     | Egyesült Királyság | 4:57.65 | Q  |
| 2  | Aleksandra Denisenko   | Oroszország        | 4:59.20 | Q  |
| 4  | Gyurinovics Fanni      | Magyarország       | 4:59.26 | Q  |
| 5  | Celine Rieder          | Németország        | 4:59.37 | Q  |
| 6  | Julia Pujadas Rusinol  | Spanyolország      | 5:00.00 | Q  |
| 7  | Anna Fehlinger         | Németország        | 5:02.62 |    |
| 8  | Emily Louise Large     | Egyesült Királyság | 5:04.31 |    |
| 9  | Ieva Jaceviciute       | Litvánia           | 5:06.26 | Q  |
| 10 | Marta Borrella Garcia  | Spanyolország      | 5:06.49 |    |
| 11 | Giulia Rebusco         | Olaszország        | 5:06.86 | Q  |
| 12 | Nikoletta Pavlopoulou  | Görögország        | 5:07.40 | T1 |
| 13 | Astrid Julie Halvorsen | Norvégia           | 5:07.63 | T2 |
| 14 | Katrin Kristan         | Szlovénia          | 5:08.06 |    |
| 15 | Niamh Hofland          | Hollandia          | 5:09.61 |    |
| 16 | Rebecca Reid           | Írország           | 5:09.70 |    |
| 17 | Keser Zeliha           | Törökország        | 5:10.45 |    |
| 18 | Mila Dragovic          | Ausztria           | 5:13.15 |    |
| 19 | Tereza Polcarova       | Csehország         | 5:18.68 |    |
| 20 | Sofia De Luca          | Svájc              | 5:19.08 |    |
| 21 | Niamh Coyne            | Írország           | 5:19.19 |    |
| 22 | Raakel Baerlund        | Finnország         | 5:21.34 |    |
| 23 | Miroslava Zaborska     | Szlovákia          | 5:22.05 |    |
| 24 | Rusudan Goginashvili   | Grúzia             | 5:24.42 |    |
| 25 | Sofia Ivanova          | Bulgária           | 5:32.34 |    |
| 26 | Lika Chikhoria         | Grúzia             | 5:40.50 |    |
| 27 | Anna Andryushenko      | Azerbajdzsán       | 5:56.33 |    |

## Döntő
| H     | Név                   | Nemzet             | E       | Mj |
| ----- | --------------------- | ------------------ | ------- | -- |
| Arany | Maria Claudia Gadea   | Románia            | 4:53.87 |    |
| Ezüst | Rebecca Mia Sutton    | Egyesült Királyság | 4:55.56 |    |
| Bronz | Celine Rieder         | Németország        | 4:56.85 |    |
| 4     | Gyurinovics Fanni     | Magyarország       | 4:57.91 |    |
| 5     | Julia Pujadas Rusinol | Spanyolország      | 5:01.65 |    |
| 6     | Aleksandra Denisenko  | Oroszország        | 5:02.45 |    |
| 7     | Giulia Rebusco        | Olaszország        | 5:06.39 |    |
| 8     | Ieva Jaceviciute      | Litvánia           | 5:08.33 |    |